# Rak drzew owocowych i zgnilizna owoców

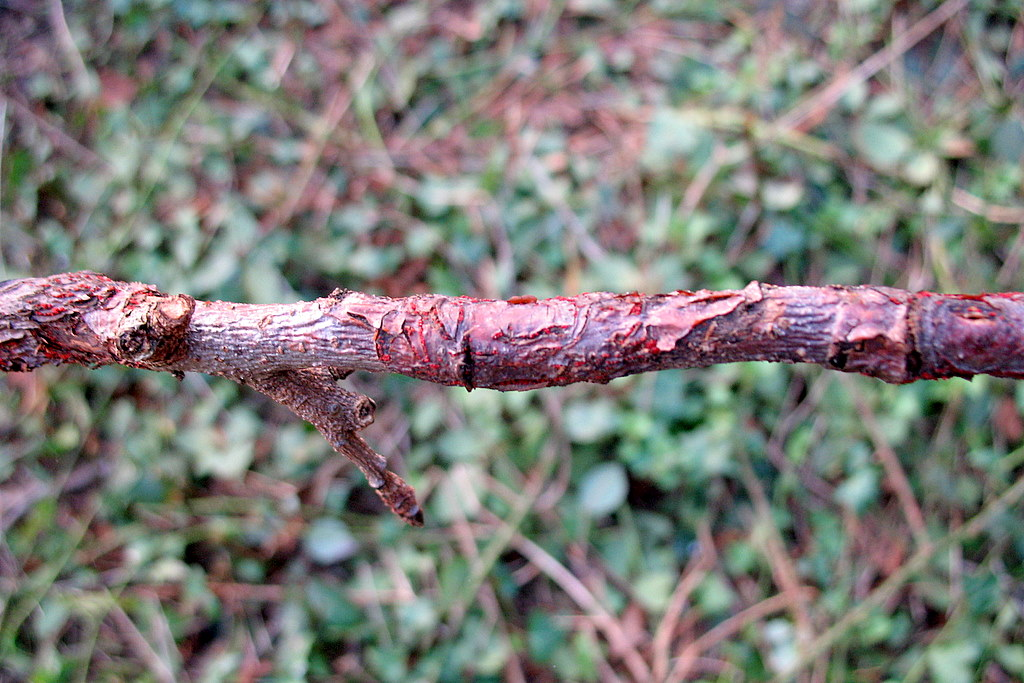
Początkowy etap choroby

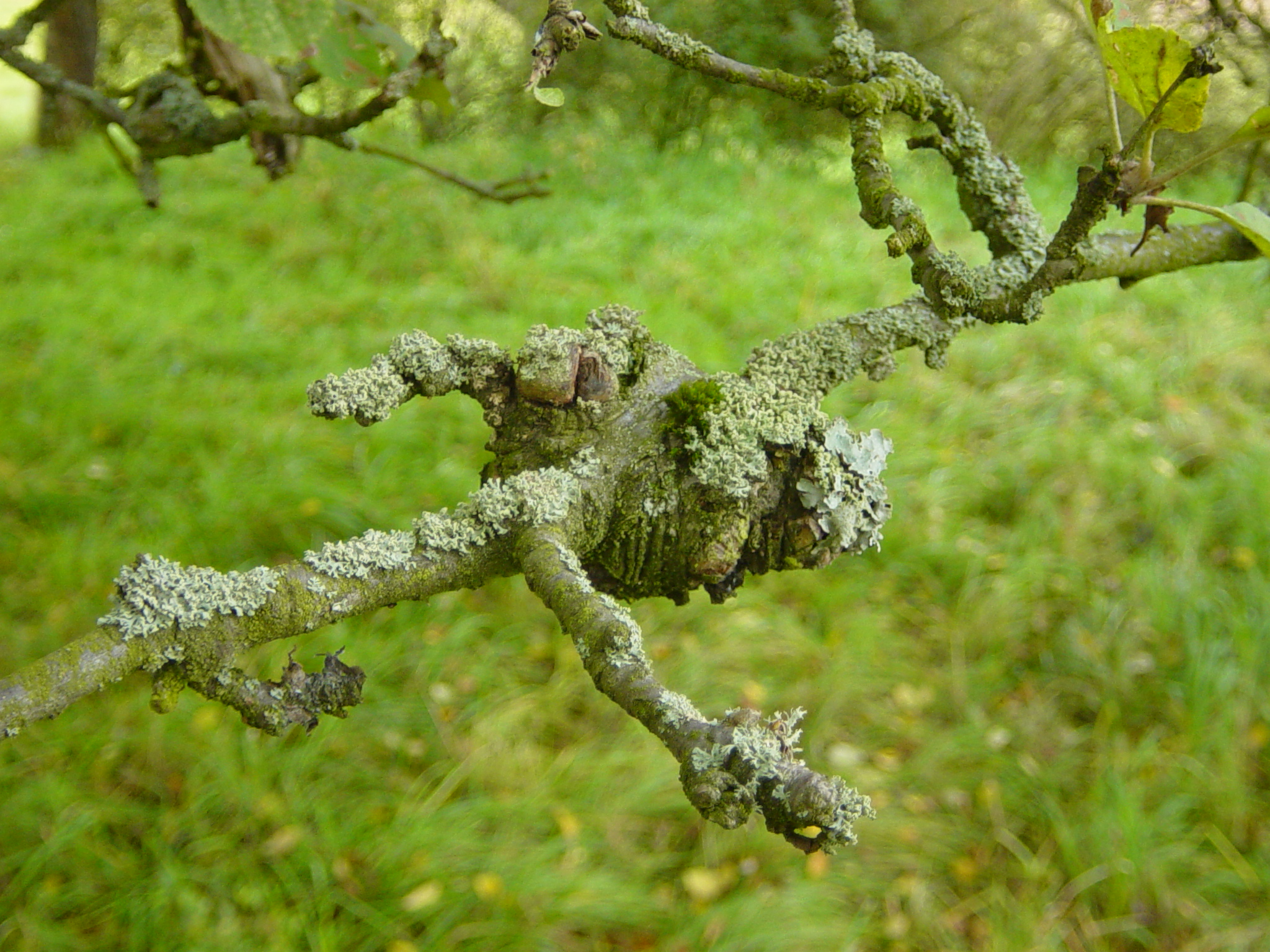
Rak zamknięty na jabłoni

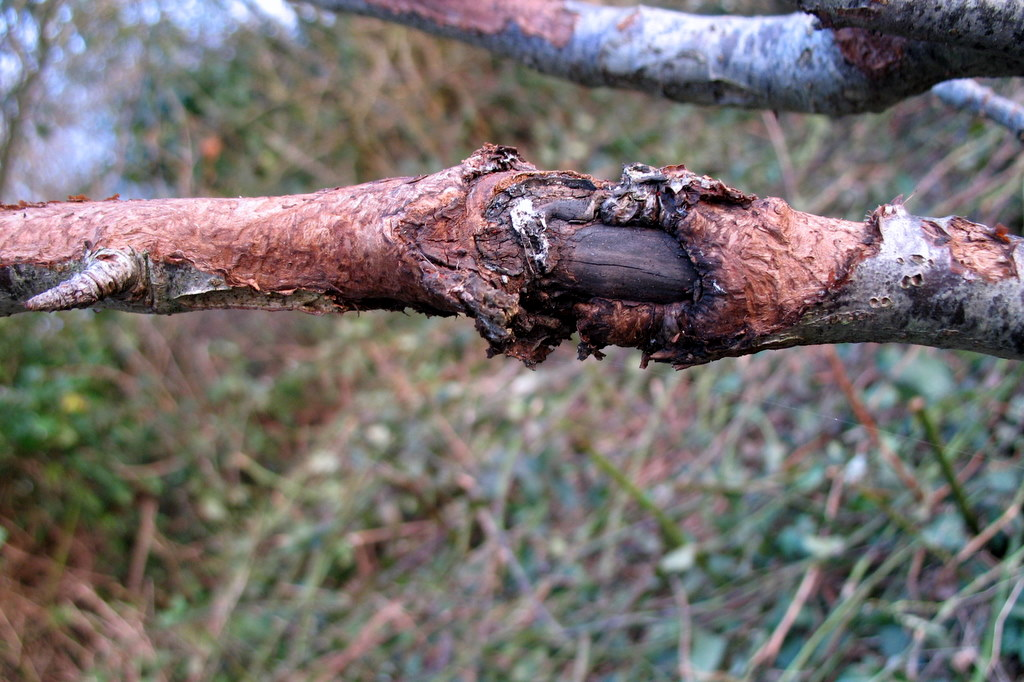
Rak na jabłoni

Rak drzew owocowych i zgnilizna owoców, zwany też rakiem drzew owocowych – grzybowa choroba drzew owocowych wywołana przez Neonectria ditissima.

## Występowanie i szkodliwość
Jest to choroba z grupy raków roślin. Rozpowszechniona jest w całej strefie klimatu umiarkowanego. Występuje w sadach, głównie na jabłoniach, ale również na innych drzewach owocowych.
Skutki choroby zależą od lokalizacji zrakowacenia. Może ono wystąpić na pniu, konarach, drobnych gałązkach lub krótkopędach. Prowadzi do stopniowego wyniszczenia części rośliny znajdującej się powyżej zrakowacenia. Gdy zrakowacenie znajduje się na pniu lub konarach, początkowo objawia się to zdrobnieniem liści i owoców powyżej rany. Gdy zrakowacenie otoczy już cały konar czy pień drzewa, powoduje to obumarcie części korony lub całego drzewa. U jabłoni może powodować także zgniliznę owoców. Zgnilizna ta może pojawiać się na jabłkach jeszcze na jabłoniach, ale także później – w przechowalni.
Neonectria ditissima atakuje także liściaste drzewa w lasach, parkach i ogrodach. Na drzewach leśnych i parkowych jest tylko jednym z patogenów wywołujących tę chorobę, raka tych drzew mogą wywoływać także inne gatunki z rodzaju Neonectria, a wywołana przez nie choroba to rak gruzełkowy drzew liściastych.

## Objawy
W miejscu rozwoju patogenu kora młodych pędów zmienia barwę na brązową, zapada się i ulega nekrozie. Następuje charakterystyczne „zobrączkowanie” pędu i dość szybkie obumarcie pędu powyżej zrakowacenia. Na konarach i pniach występują także w miejscu infekcji zgrubienia i tworzy się rana. Roślina broniąc się wytwarza kallus otaczający ranę, jednak obrona ta w przypadku tego patogena jest nieskuteczna, Neonectria ditissima bowiem w kallusie rozwija się szczególnie dobrze i szybko powoduje jego zniszczenie. W kallusie widoczne są charakterystyczne strefowania – są to objawy niszczenia kolejnych jego warstw przez patogena. Powstaje tzw. rak otwarty z widocznym gołym drewnem, a grzyb rozwija się dalej i niszczy nie tylko korę drzewa, ale również samo drewno, które staje się ciemniejsze. Czasami jednak roślinie udaje się zabliźnić ranę, i wówczas powstaje rana zamknięta, w której nie widać gołego drewna. Jest to tzw. rak zamknięty. Choroba jednak rozwija się dalej, a kora na zgrubieniu stopniowo wykrusza się.
W zrakowaceniach pojawiają się zbudowane z grzybni białawe poduszeczki. Są to sporodochia, w których odbywa się bezpłciowe zarodnikowanie konidialne. Jesienią w szczelinach kory porażonej przez patogena wytwarzane są perytecja z zarodnikami innego typu – askosporami powstającymi na drodze askogamii.

## Epidemiologia
Choroba rozprzestrzenia się zarówno przez konidia, jak i askospory. Rozprzestrzenianiu się choroby sprzyja duża wilgotność powietrza, a zwłaszcza długotrwałe opady deszczu. Zarodniki przenosi wiatr i woda. Nasilenie choroby w sadzie zależy także od innych czynników – od kondycji drzew, występujących na nich ran oraz od podatności poszczególnych odmian na tę chorobę. Bardzo wrażliwa są np. takie odmiany, jak: 'Koksa Pomarańczowa', ‘Reneta Kanadyjska’, mało podatne są natomiast: ‘Close’, 'Antonówka', ‘Grafsztynek’. Jak dotąd nie zbadano do końca, w jaki sposób zarodniki wnikają do jabłek. Uważa się, że wnikają przez przetchlinki, jednak przeczą temu wcześniejsze zakażenia. Jeśli chodzi o pędy, to głównymi wrotami zakażeń są występujące na nich rany, przez które wrastają do drzewa strzępki infekcyjne kiełkujących zarodników. Stwierdzono, że z jednej zgorzeli w czasie deszczu trwającego co najmniej 6 godzin może się wydostać od 4000 do 45 000 askospor.
Zimują perytecja oraz grzybnia w tkankach porażonych przez patogena. Konidia przenoszone są przez krople deszczu i wodę na niewielkie odległości – głównie w obrębie korony drzewa, askospory natomiast mogą być przez wiatr przenoszone na duże odległości.

## Ochrona
Można zapobiegać chorobie przez następujące działania:
- wycinanie pędów na których pojawiły się oznaki choroby
- gdy choroba pojawiła się na pniu lub grubych konarach, należy wyciąć porażoną korę aż do drewna i ranę zabezpieczyć pastą sadowniczą lub farbą emulsyjną z dodatkiem fungicydu
- po wiosennym przycinaniu drzew lub po gradobiciu należy je profilaktycznie opryskać fungicydami z grupy benzymidazowej (tiofanat metylowy).